# 15-cm-Kanone M. 80

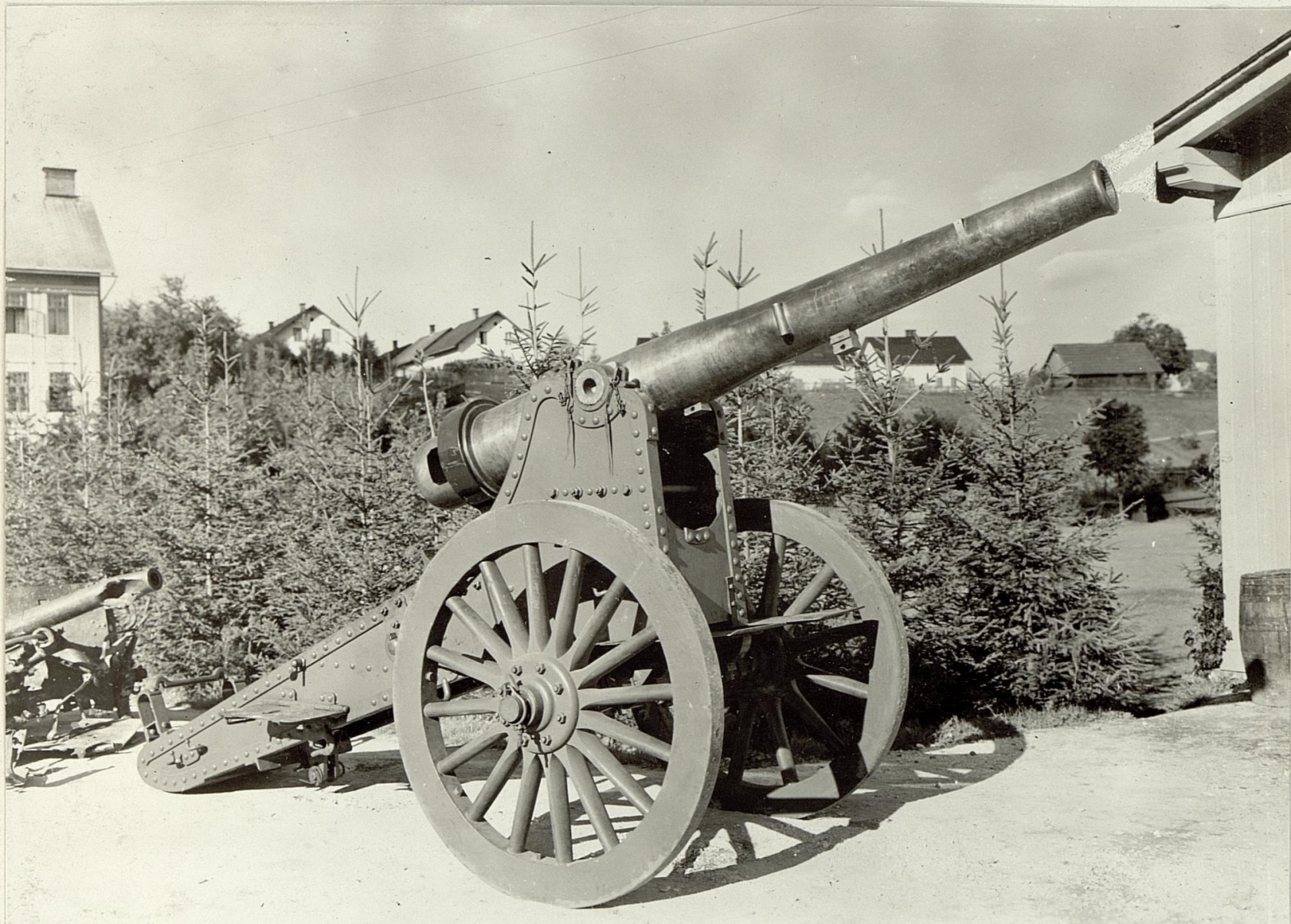
12-cm-Kanone M. 80 Minimalschartenkanonenrohr mit ähnlichem Aufbau wie bei der 15-cm-Kanone M. 80.

Die 15-cm-Kanone M. 80 (Abkürzung für: 15 cm Kanone Muster 1880) war ein Geschütz der mittleren Artillerie der Österreichisch-Ungarischen Artillerie im Ersten Weltkrieg. Sie gehörte der M.-80-Reihe an, die die alte M.61-Reihe ablöste. Ein Entwurf fungierte als Muster für drei Ausführungen, die sich nur hinsichtlich des Kalibers unterschieden und für unterschiedliche Aufgabenbereiche entworfen wurden. Die weiteren Typen der Reihe sind die 18-cm-Belagerungskanone M. 80 und die 12-cm-Kanone M. 80. Alle Typen verwendeten die gleiche Lafette. Zu Beginn des Krieges war die 15-cm-Kanone M. 80 technisch veraltet. So fehlte dem Geschütz ein hydropneumatischer Verschluss. Das Geschütz hatte einen Lauf aus Stahlbronze, was auf die Entwicklungsarbeiten von Franz von Uchatius zurückging. Bei Kriegsausbruch galten Geschützrohre aus Stahlbronze als technisch unterlagen.